# Cisterna de Teodosi
La Cisterna de Teodosi (en turc, Şerefiye Sarnıçı) és una de les moltes cisternes existents sota la ciutat d'Istanbul, Turquia. Va ser construïda per l'emperador romà d'Orient Teodosi II entre els anys 428 i 443 per guardar l'aigua que portava l'Aqüeducte de Valent. L'Aqüeducte de Valent va ser redirigit per Teodosi cap al Ninfeu, els Banys de Zeuxippos i al Gran Palau de Constantinoble. Aquesta redistribució va portar a la construcció de la Cisterna de Teodosi.
Ocupa una superfície de 45 per 25 metres, i el sostre d'una altura de 9 metres està recolzat en 32 columnes de marbre.
Igual que la Cisterna de la Basílica i la cisterna de Filoxen, està oberta al públic. L'entrada actual es troba en el Piyer Loti Caddesi, en el districte de Eminönü.